# Athenebrunnen (Stuttgart)

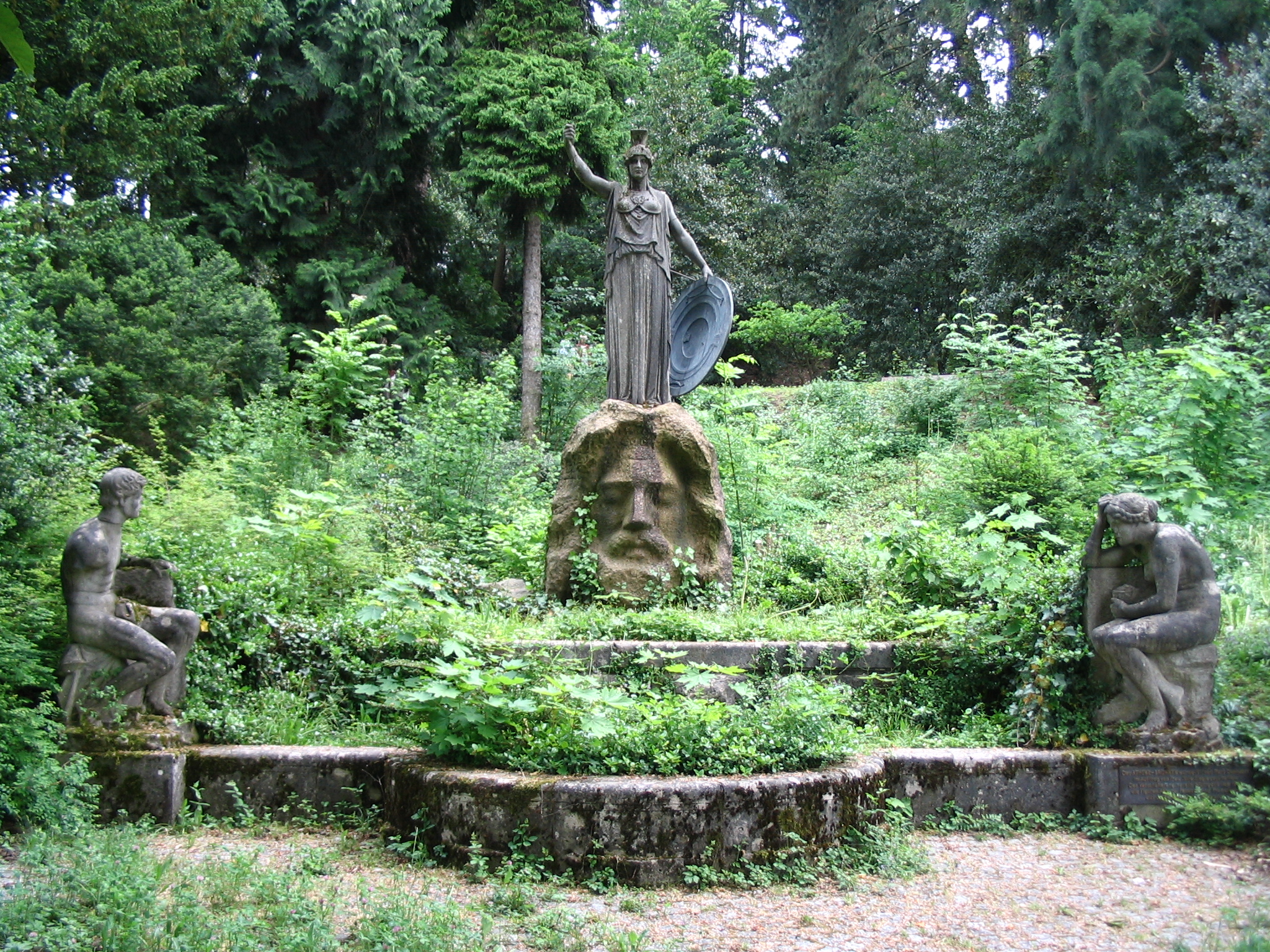
Der Athenebrunnen in Stuttgart (2008)

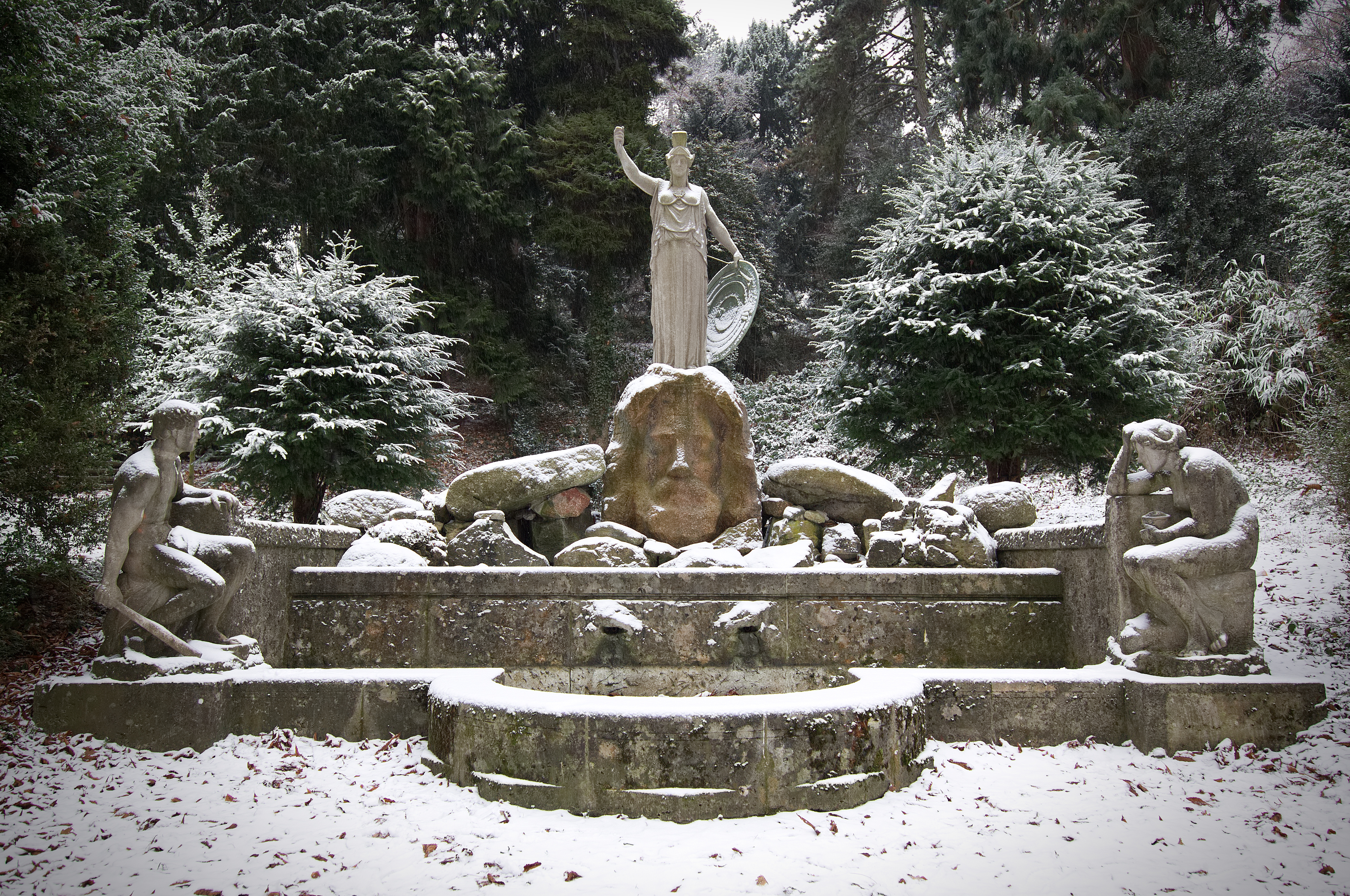
Restaurierter Brunnen im Winter (2017)

Der Athenebrunnen (auch Pallas-Athene-Brunnen genannt) ist ein nach der Göttin Athene benannter Brunnen am Jean-Amery-Weg an der Karlshöhe in Stuttgart-West. Er wurde 1911 vom Bildhauer Karl Donndorf (1870–1941) geschaffen. Der kulturhistorisch und stadtgeschichtlich bedeutende Brunnen ist seit dem Jahr 2011 wieder voll funktionsfähig.

## Geschichte
Der Brunnen gehörte früher zum Park der 1870 erbauten Villa des Industriellen Gustav Siegle (1840–1905). Dessen Witwe Julie ließ den Brunnen 1911 vom Bildhauer Karl Donndorf am Nordhang der Karlshöhe im neoklassizistischen Stil errichten. Er lag im Park somit oberhalb der Villa Siegle, die sich am Fuß der Karlshöhe befand, und unterhalb des Sommerhauses „Sonnenschlösschen“ der Familie, das auf der Höhe lag.
Im Zweiten Weltkrieg wurde die gesamte Parkanlage stark in Mitleidenschaft gezogen. So wurde die Villa 1944 zerstört und die Ruine 1953 abgebrochen. Auch das Sommerhaus wurde 1961 abgerissen und durch eine bis heute vorhandene Aussichtsterrasse mit Ausschank ersetzt. Der Athenebrunnen verfiel ebenfalls. 1989 ließ der Verschönerungsverein Stuttgart, dem ein großer Teil der Karlshöhe gehört, die Brunnenbecken und -figuren restaurieren. „Zum 150-jährigen Jubiläum im Jahr 2011 hat der Verschönerungsverein Stuttgart die Figuren Athene, Pandora, Prometheus und den Zeuskopf restauriert und die Brunnenanlage wieder hergestellt“. Der Brunnen ist seitdem wieder voll funktionsfähig.

## Aussehen

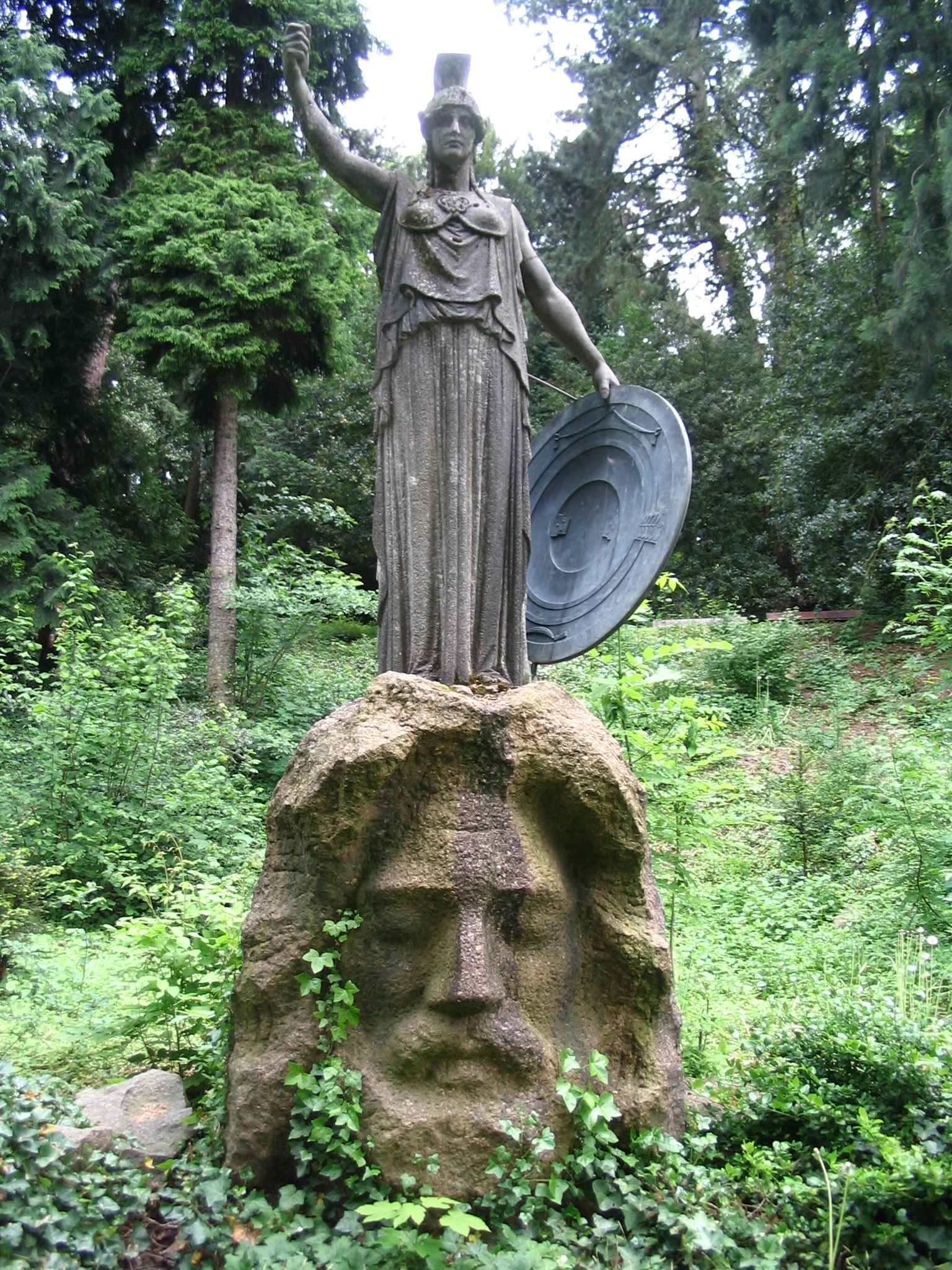
Athene-Statue und Zeus-Kopf am Athenebrunnen in Stuttgart

Im Mittelpunkt der neoklassizistischen Brunnenanlage ist die antikisierte Statue der Göttin Athene im Moment ihrer Geburt zu sehen. Laut der griechischen Mythologie entstieg sie in voller Rüstung und Bewaffnung aus dem Kopf ihres Vaters Zeus. Die steinerne Athene-Figur trägt neben Brustpanzer und Helm auch einen metallenen Schild und einen Speer. Von Zeus ist nur der Kopf dargestellt, er dient der Statue als Postament.
Unter Athene-Statue und Zeus-Kopf liegen treppenartig zwei Brunnenbecken. Neben dem unteren Becken ist zur rechten Hand der Athene die steinerne Figur des Prometheus zu sehen. Zu ihrer Linken sieht man die Figur der Pandora mit der berühmten Büchse auf dem Schoß.

## Symbolik
Die Figur der Athene bietet deutliche Bezüge darauf, wie sich die Familie Siegle gern selbst sah. Athene gilt nämlich, neben ihrer Rolle als Namensgeberin und Schutzgöttin Athens, als Göttin der Weisheit und als Schirmherrin der Künste und Wissenschaften. Auch Gustav und Julie Siegle waren großzügige Förderer kultureller, sozialer und wissenschaftlicher Zwecke. Auf sie geht nicht nur das erste Krankenhaus in Feuerbach von 1893 zurück, sondern auch das Gustav-Siegle-Haus in Stuttgart von 1912, das der Volksbildung diente.
Zugleich weist die Brunnenanlage aber auch auf die Doppelwertigkeit allen menschlichen Strebens nach Wissen hin. So hat Prometheus laut der griechischen Mythologie den Menschen (neben anderem Guten) das Feuer gebracht – und wurde dafür von Zeus grausam bestraft. Pandora dagegen brachte der Menschheit alle erdenklichen Übel – und daneben nur noch die Hoffnung auf Besserung.
Der Bildhauer Karl Donndorf hat drei Jahre später 1914 die Ambivalenz von Gutem und Üblem noch einmal in einem anderen Werk aufgegriffen – nämlich in den Allegorien von Freude und Leid am Schicksalsbrunnen in Stuttgart.

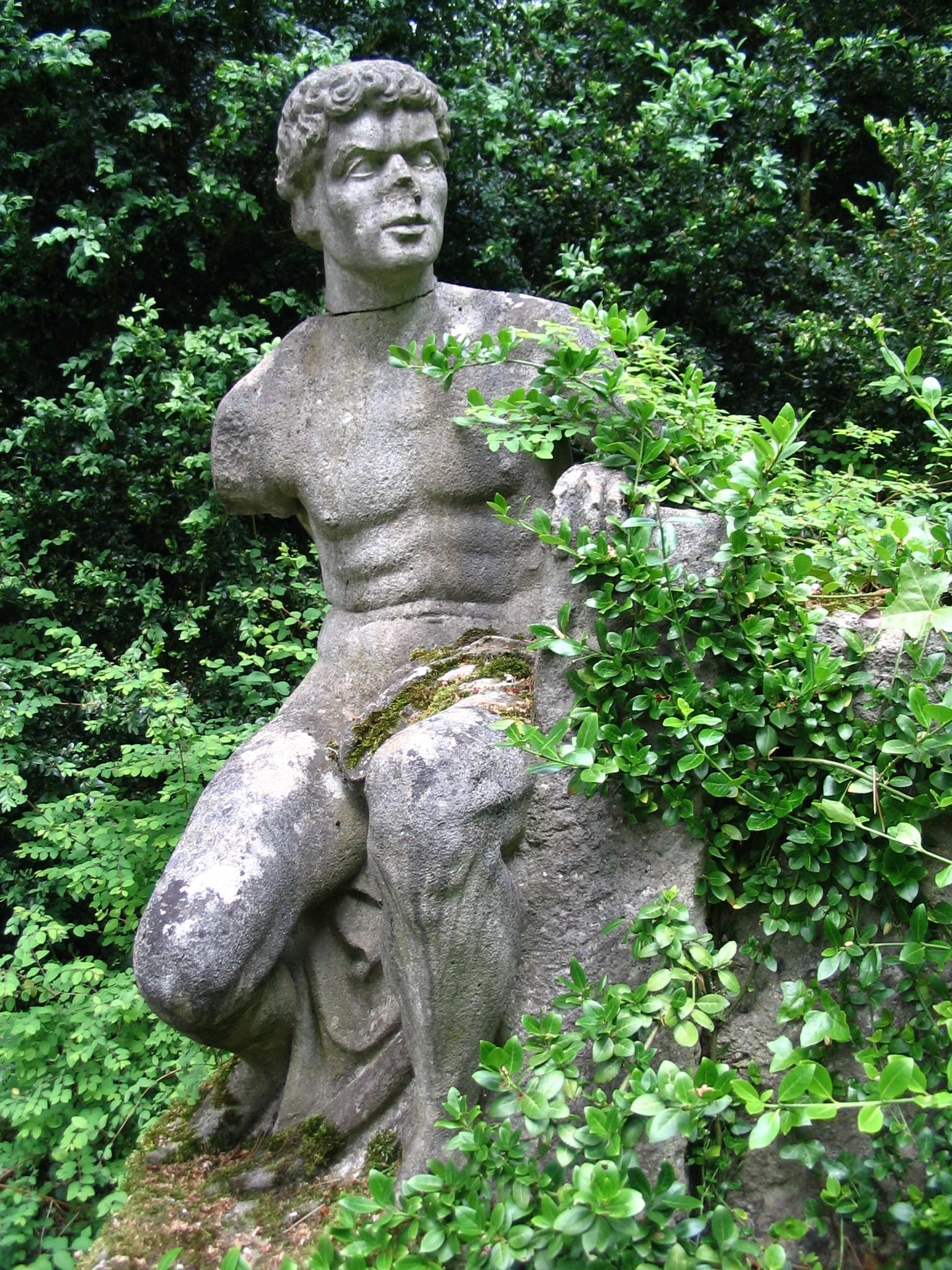
Die Figur des Prometheus
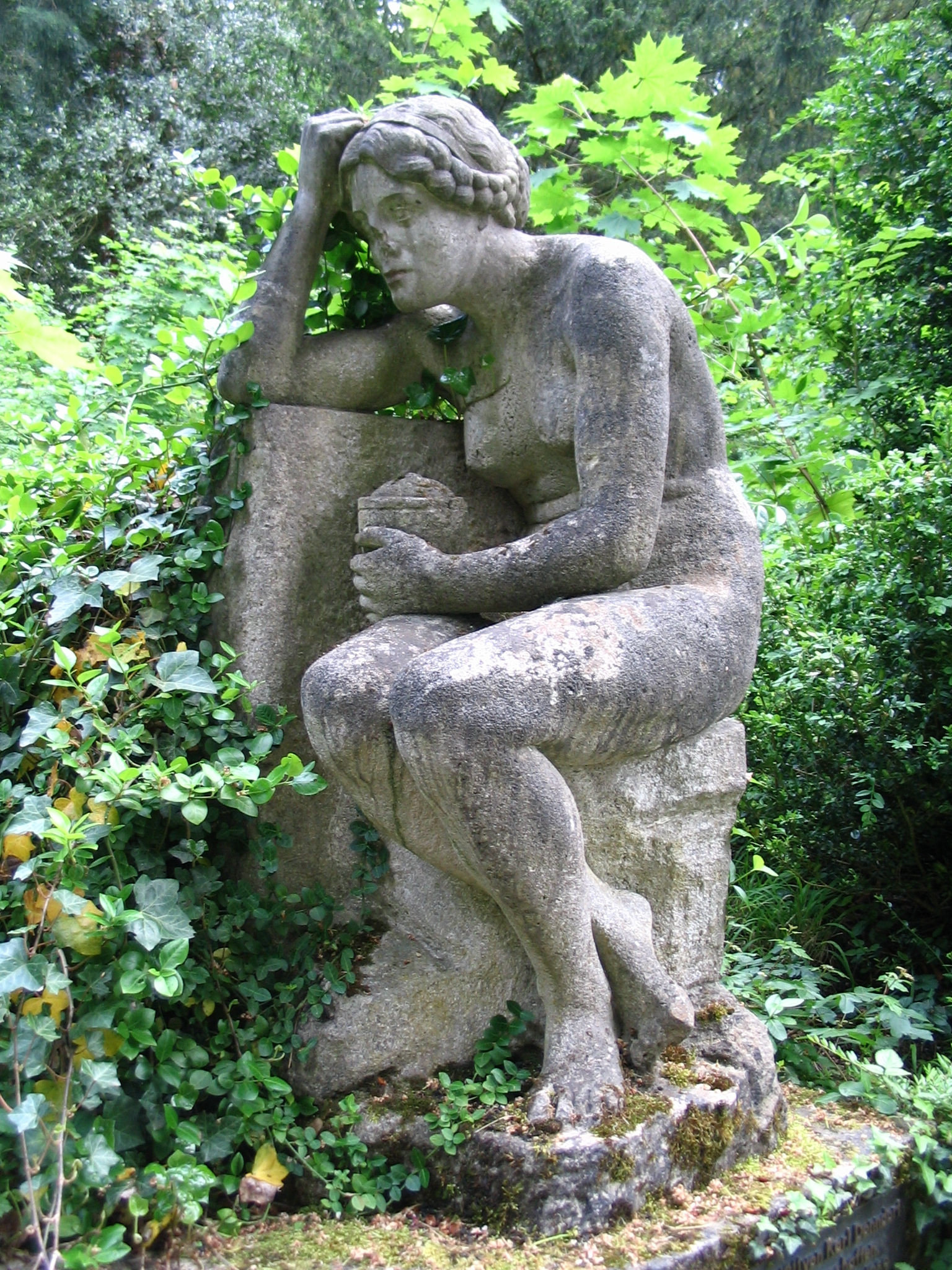
Die Figur der Pandora
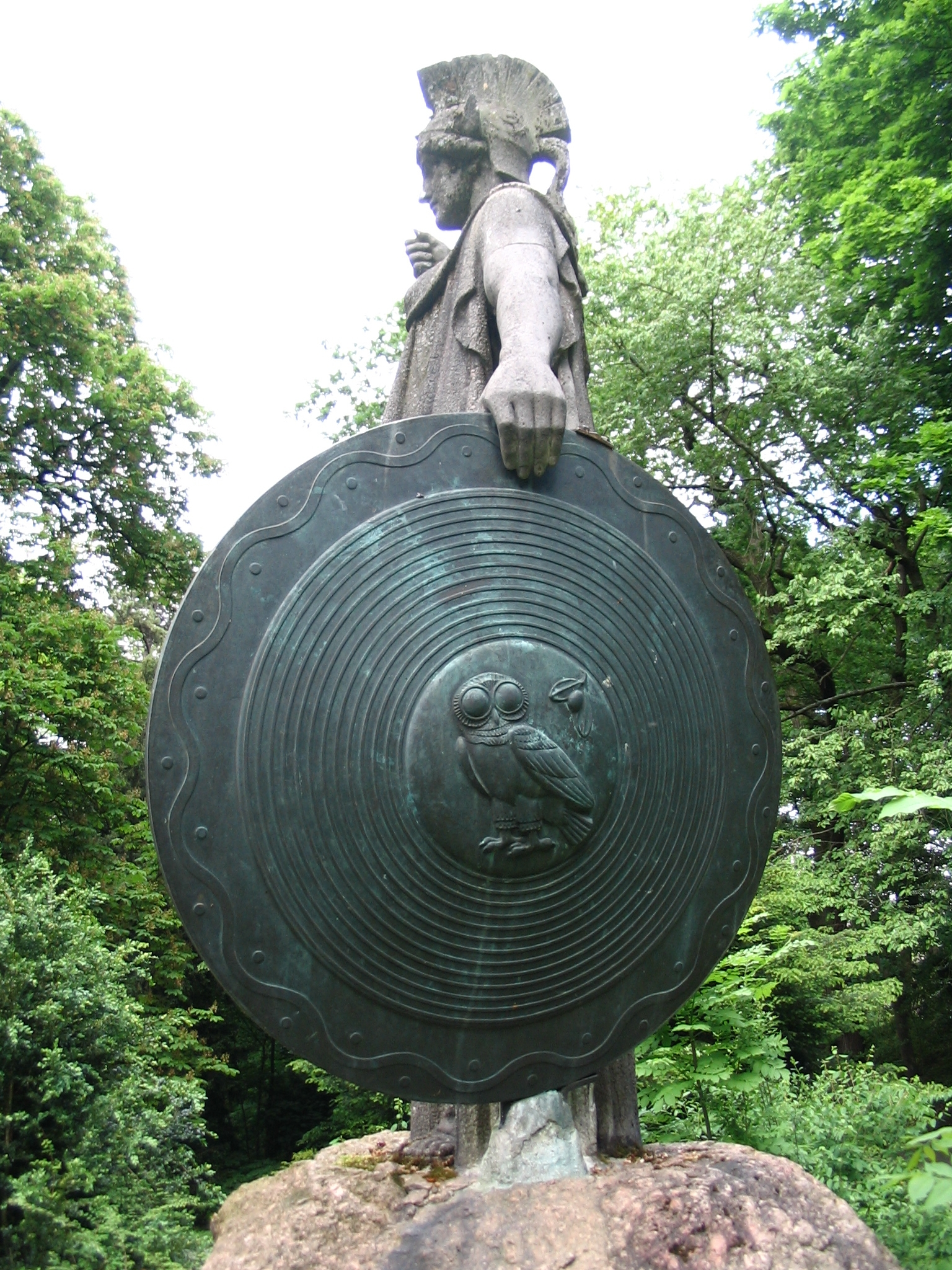
Der Schild der Athene